# تيد ديبياسي الابن
ثيودور مارفن ديبياتسي أو تيد ديبياتسي الابن هو مصارع أمريكي محترف ولد في 8 نوفمبر 1982 وهو ابن المصارع الشهير المعتزل الملقب برجل المليون دولار تيد ديبياسي وكان أول ظهور له في الاتحاد الاحترافي في May 26, 2008, وهو فاز بحزام الثنائي لبطولة الفرق الثنائية مع المصارع كودي رودز وهو حالياً يمتلك بطولة مليون دولار.معلومات عن تيد يبياسي الابن، الطول(1,91),الوزن(107 Kg),المدرب(chris Romero),الضربة القاضية(Dream Street),أغنية الدخول إلى الحلبة(I Com From Money).

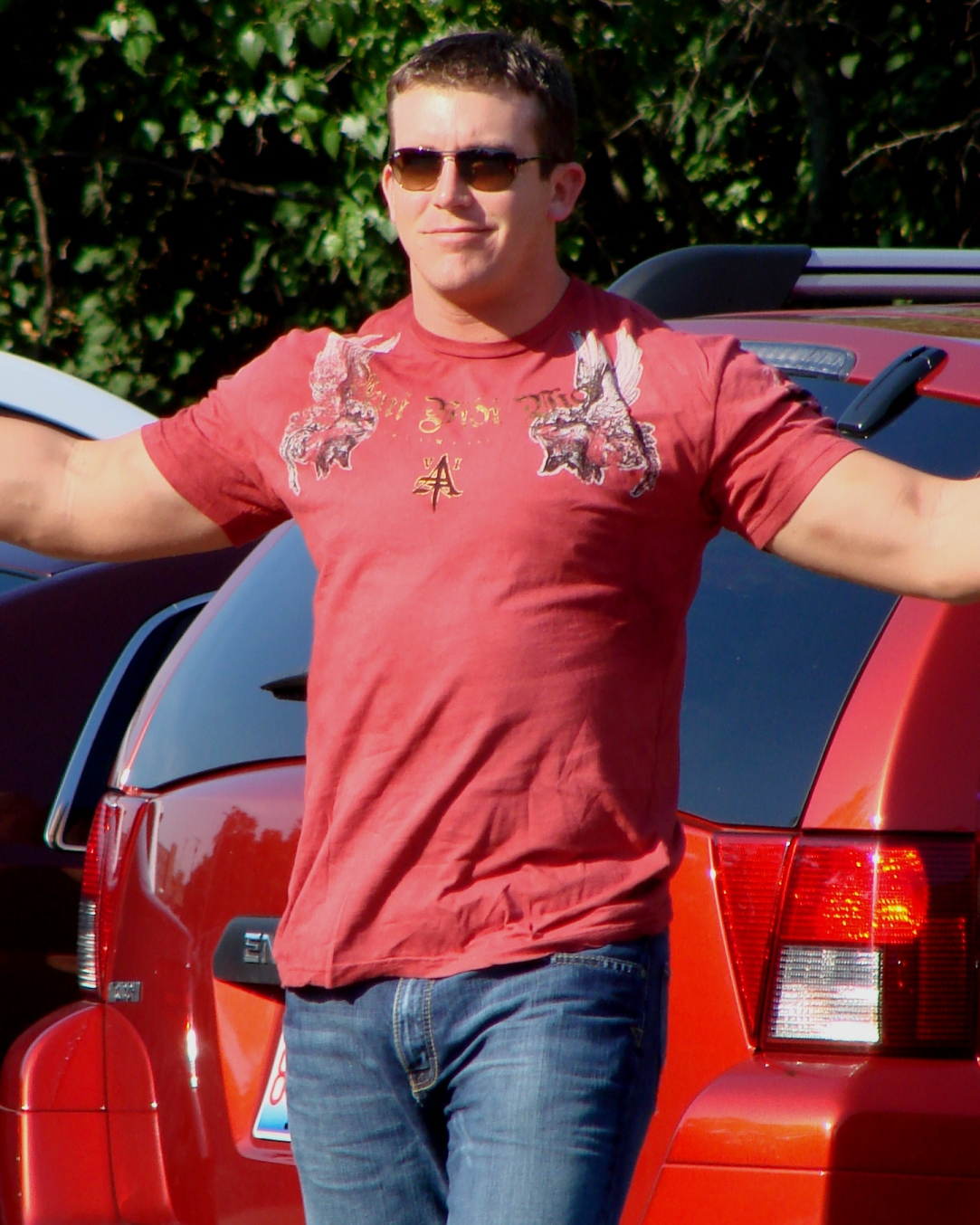
تيد أثناء تصوير الجزء الثاني من ذا مارين

## روابط خارجية
- تيد ديبياسي الابن على موقع IMDb (الإنجليزية)
- تيد ديبياسي الابن على موقع ألو سيني (الفرنسية)
- تيد ديبياسي الابن على موقع أول موفي (الإنجليزية)
- تيد ديبياسي الابن على موقع قاعدة بيانات الفيلم (الإنجليزية)
- تيد ديبياسي الابن على موقع كينوبويسك (الروسية)
- تيد ديبياسي الابن على موقع دبليو دبليو إي (الإنجليزية)
- تيد ديبياسي الابن على موقع WrestlingData.com (الإنجليزية)
- تيد ديبياسي الابن على موقع CageMatch worker (الإنجليزية)
- تيد ديبياسي الابن على موقع قاعدة بيانات المصارعة على الإنترنت (الإنجليزية)
- تيد ديبياسي الابن على موقع عالم المصارعة على الإنترنت (الإنجليزية)
- تيد ديبياسي الابن على موقع عالم المصارعة على الإنترنت (الإنجليزية)